# Communauté de communes Basse Vallée de l'Isle
La communauté de communes Basse Vallée de l'Isle est une ancienne communauté de communes française située dans le département de la Dordogne, en région Aquitaine.
Elle tire son nom de l'Isle, la rivière qui traverse son territoire.

## Histoire
Créée le 30 décembre 1998 avec seulement deux communes, la communauté de communes s'est agrandie le 13 décembre 2001 avec l'adhésion de Moulin-Neuf.
Par arrêté no 121202 du 12 novembre 2012, un projet de fusion est envisagé entre les  communautés de communes Basse Vallée de l'Isle et Isle et Double. La nouvelle entité prend effet le 1er janvier 2014 et porte le nom de communauté de communes Isle Double Landais.

## Composition
De 2002 à 2013, la communauté de communes Basse Vallée de l'Isle regroupait les trois communes suivantes :
1. Le Pizou
2. Ménesplet
3. Moulin-Neuf

## Démographie
Au 1er janvier 2013, pour sa dernière année d'existence, la communauté de communes Basse Vallée de l'Isle avait une population municipale de 3 983 habitants.

## Administration
| Période      | Période       | Identité           | Étiquette | Qualité                        |
| ------------ | ------------- | ------------------ | --------- | ------------------------------ |
| janvier 1999 | avril 2008    | Jean-Claude Bastid | PS        | Maire de Ménesplet (1989-2016) |
| avril 2008   | décembre 2013 | Lionel Vergnaud    | DVG       | Maire du Pizou (depuis 1990)   |

## Compétences
- Action sociale
- Activités culturelles ou socioculturelles
- Activités périscolaires
- Collecte des déchets
- Environnement
- Équipements ou établissements culturels, socioculturels, socioéducatifs ou sportifs
- Établissements scolaires
- Programme local de l'habitat
- Tourisme
- Transport scolaire
- Voirie
- Zones d'activités industrielle, commerciale, tertiaire, artisanale ou touristique
- Zones d'aménagement concerté (ZAC)

### Sources
- Le SPLAF (Site sur la Population et les Limites Administratives de la France)
- CC de la Basse Vallée de l'Isle, base BANATIC de la Dordogne